# Linia kolejowa nr 527
Linia kolejowa nr 527 – pierwszorzędna, zelektryfikowana, jednotorowa linia kolejowa znaczenia państwowego łącząca rozjazd nr 7 na stacji Czachówek Południowy z posterunkiem odgałęźnym Czachówek Wschodni.